# Hollywood

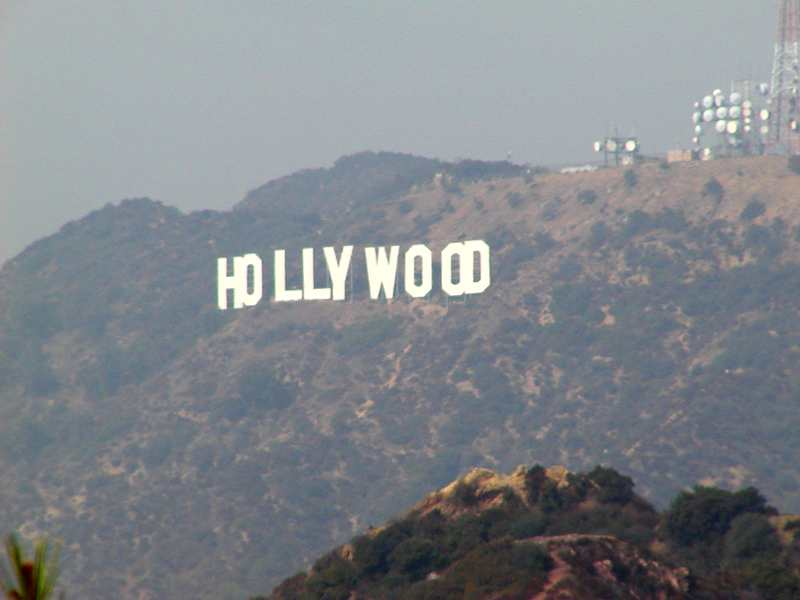
Însemnul hollywoodian

Hollywood este un cartier al orașului Los Angeles, California din Statele Unite și principalul centru al industriei cinematografice și de televiziune americane (din 1911).
Hollywoodul a fost întemeiat în 1857. Relatările conform cărora numele ar proveni de la arbuști sfințiti aduși din Anglia sunt în mare parte neadevărate. Se spune că numele de Hollywood a apărut, din întâmplare, când soția lui Harvey Henderson Wilcox, un agent imobiliar în anii 1880, călătorind cu trenul, a întâlnit o femeie, care și-a denumit casa "Hollywood" (lemn sfânt). Când doamna Wilcox s-a întors acasă, și-a botezat ferma la fel.
Hollywood a fost încorporat ca municipalitate în 1903. În 1910, locuitorii de sex masculin au votat unirea cu orașul Los Angeles, pentru a-și asigura o sursă constantă de apă.
Hollywood-ul, în urma uriașei rețete de casă obținută de prezentarea filmului Voiajul în lună a francezului Georges Méliès în America, este orașul unde se deschide primul nikel-odeon, în traducere liberă "templu de cinci cenți", denumire venită de la moneda de cinci cenți. Acest nikel-odeon, este de fapt prima sală specializată în prezentarea de spectacole cinematografice, primul cinematograf, lucru ce s-a petrecut în anul 1902. Menționăm că până atunci spectacolele cinematografice erau spectacole de bâlci care se prezentau în corturi.
Tot aici, spre începutul anilor 1900, mai multe companii de producție cinematografică din New York și New Jersey au început să se mute în însorita Californie, datorită vremii bune și a zilelor mai lungi. Deși lumina electrică exista la acea vreme, aceasta nu era destul de puternică ca să expună adecvat o peliculă; cea mai bună sursă de lumină pentru producția cinematografică era lumina solară. Compania Nestor, primul studio de film din zona Hollywoodului, a fost fondată în 1911 de David Horsley. În acel an, s-au turnat acolo cincisprezece filme independente.
Distanța dintre California de Sud și New Jersey i-a îngreunat lui Thomas Edison impunerea brevetelor sale de invenție în domeniul cinematografic. În acel moment, Edison deținea aproape toate brevetele necesare pentru producția unui film iar în est, producătorii de film care lucrau independent de Motion Picture Patents Company (compania lui Edison) erau adeseori acționați în instanță și agresați de Edison și agenții săi. În conscință, producătorii de film din California puteau să lucreze indepedent, neatârnat de controlul lui Edison. Dacă trimitea agenți în California, zvonurile despre aceștia ajungeau la Los Angeles înaintea agenților, iar producătorii de film puteau să fugă în Mexic.
Faimosul însemn al Hollywoodului a fost ridicat în anul 1923 și era menit să promoveze noile dezvoltări imobiliare pe dealurile Hollywoodului, înfățișând inițial cuvântul "Hollywoodland". Pentru mulți ani semnul a fost lăsat să se deterioreze. În 1949, Camera de Comerț a Hollywoodului a pus piciorul în prag și s-a oferit să elimine ultimele patru litere și să le repare pe celălalte. Semnul, amplasat în Parcul Griffith, a fost înregistrat ca marcă și nu mai poate fi folosit fără permisiunea Camerei de Comerț a Hollywoordului, care administrează și venerabilul Walk of Fame.
Cuvântul "Hollywood" este utilizat colocvial cu sensul de industrie cinematografică și de televiziune în California de sud, termenul derivând de la faimoasa comunitate.
Studioul Charlie Chaplin, de pe bulevardele La Brea și De Lonpre, la sud de Sunset Boulevard (Bulevardul Soarelui), a fost construit în 1917. A avut mulți proprietari după 1953, printre care Kling Studios, care au produs serialul TV Superman cu George Reeves; Red Skelton, care le-a folosit ca sound stage pentru showurile CBS; de asemenea CBS a filmat aici Perry Mason cu Raymond Burr. A fost deținut de asemenea de compania A&M Records condusă Herb Alpert și Tijuana Brass Enterprises. Proprietarul de acum este The Jim Henson Company, deținătoarea show-ului Muppets. În 1969, Comitetul pentru Patrimoniu Cultural al orașului Los Angeles a desemnat studioul un momument istoric.
Prima ceremonie de decernare a Premiilor Oscar a avut loc la 16 mai 1929 în timpul unui banchet desfășurat în Sala Florilor a Hotelului Hollywood Roosevelt de pe Bulevardul Hollywood. Biletele costau $10.00, iar la ceremonie au participat două sute cincizeci de persoane.

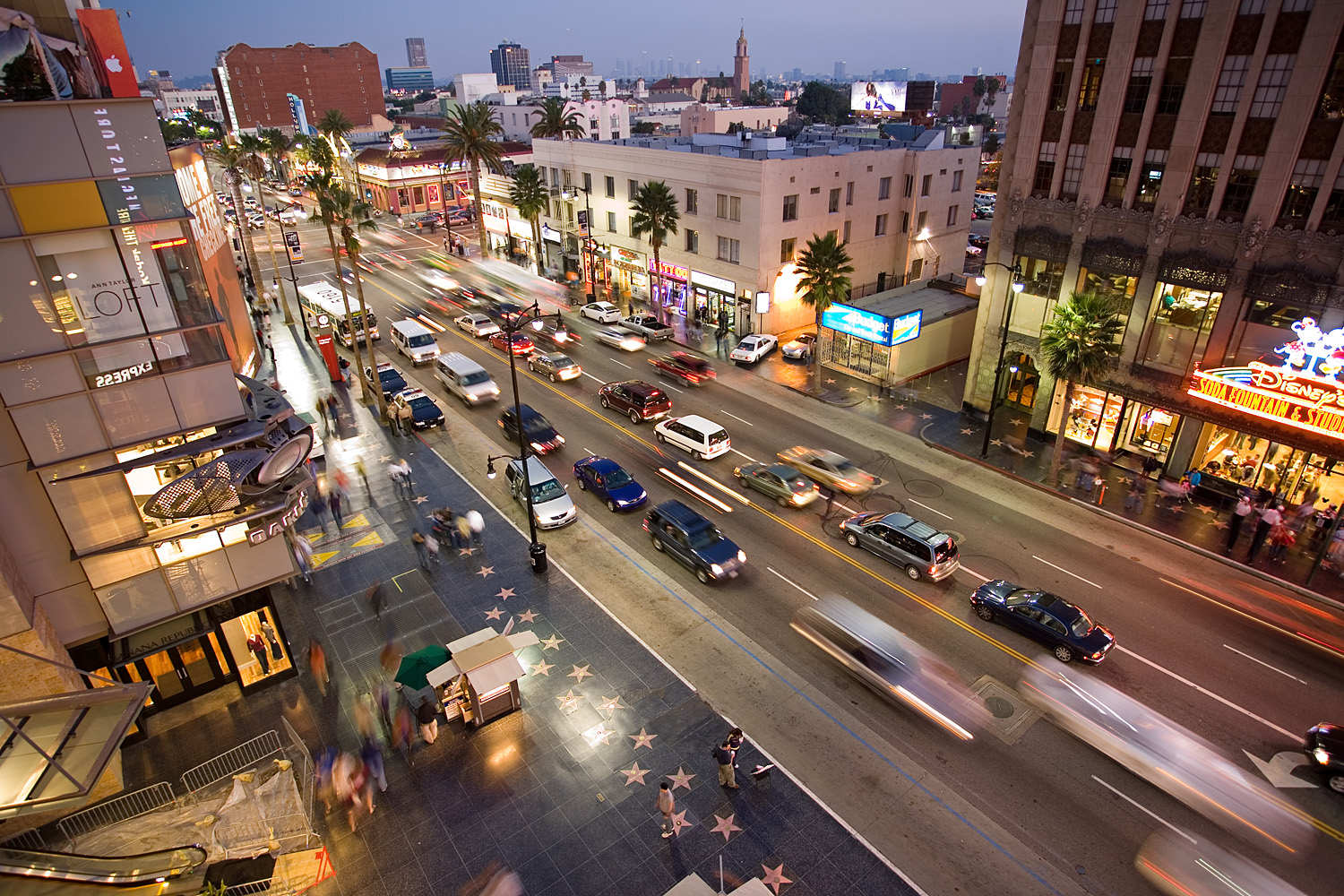
Hollywood Walk of Fame

Faimoasa clădire Capitol Records de pe Strada Vine, la nord de Bulevardul Hollywood, este un studio de înregistrări închis pentru vizitele publicului, dar arhitectura sa circulară unică este specială, prin faptul că pare a fi o stivă de etaje.
În noiembrie 2002, o propunere de separare a Hollywoodului de Los Angeles și formare a unui nou oraș a fost respinsă de marea majoritate a votanților.
Recent construitul Kodak Theatre de pe Bulevardul Hollywood, amplasat acolo unde se înălța odată istoricul Hollywood Hotel, a devenit noua locație a ceremoniei de decernare a premiilor Oscar.

## Personalități născute aici
- David Carradine (1936 - 2009), actor;
- Yvette Mimieux (1942 - 2022), actriță;
- Katey Sagal (n. 1954), actriță;
- Chuck Mosley (1959 - 2017), cântăreț;
- Vince Neil (n. 1961), muzician;
- Nia Peeples (n. 1961), dansatoare, actriță;
- Lukas Haas (n. 1976), actor, muzician;
- Katharine Towne (n. 1978), actriță;
- Dominique Moceanu (n. 1981), gimnastă de origine română.